# August Müller (Politiker, 1905)
August Müller (* 16. Januar 1905 in Holpe; † 17. November 1997 in Siegburg) war ein deutscher Politiker (NSDAP, FDP). Er war von 1938 bis 1944 Bürgermeister der nordrhein-westfälischen Stadt Königswinter.

## Leben
Müller war ab dem 10. Mai 1920 bei der Kreiskommunalverwaltung des Kreises Waldbröl tätig. Zwischen 1923 und 1925 gehörte er der Deutschvölkischen Freiheitspartei an; anschließend trat er am 7. August 1925 der NSDAP bei (Mitgliedsnummer 13.256), die er im Jahre 1929 wieder verließ. Mit der Auflösung des Kreises Waldbröl wurde er von der Kreisverwaltung des Siegkreises übernommen, ebenfalls für eine Tätigkeit in der Kommunalverwaltung. Nach der nationalsozialistischen Machtergreifung trat Müller am 1. Mai 1933 erneut in die NSDAP ein (Mitgliedsnummer 2.125.868). Am 1. Juli 1934 übernahm er die Leitung des Kreisamtes für Beamte. Im Juni 1938 wurde er Bürgermeister der Stadt Königswinter, nachdem der vorherige Amtsinhaber Heinrich Lorenz verhaftet und verurteilt worden war; das Kreisamt für Beamte leitete er am neuen Ort weiterhin. Nach Beginn des Zweiten Weltkriegs 1939 führte Müller vertretungsweise die Ortsgruppe der NSDAP an. Im April 1943 wurde er zum Kriegsdienst eingezogen, den er in einem Heeresküstenartillerieregiment in Norwegen absolvierte. Sein Nachfolger als Bürgermeister wurde im September 1944 kommissarisch Paul Wilhelm Müller.
Nach Kriegsende ließ Müller sich in Siegburg nieder. Vom 15. Oktober 1945 bis Ende 1947 war er aufgrund seiner früheren Funktion als NSDAP-Ortsgruppenleiter interniert. Dem Korps der Politischen Leiter zugerechnet, wurde Müller von der Spruchkammer in Recklinghausen zu einer Geldstrafe von 3.000 Reichsmark verurteilt. Im Rahmen des Entnazifizierungsverfahrens erhielt er zunächst am 27. Februar 1948 die Einstufung in die Kategorie III (Minderbelastete), dann aber am 5. März 1948 in die Kategorie IV (Mitläufer) und schließlich am 23. März 1949 in die Kategorie V (unbelastet). Auch letztere Entscheidung wurde am 27. Juli 1949 revidiert und Müller wieder in die Kategorie IV eingestuft.
Seine politische Betätigung nahm Müller 1948 wieder auf, als er in die FDP eintrat. Ab 1952 arbeitete er bei einer Baustoffgroßhandlung in Siegburg. Ab September 1952 war Müller Geschäftsführer des Siegburger Kreisverbands seiner Partei, zudem wurde er im selben Jahr für die FDP in den Kreistag gewählt. Von 1953 an war er für sie Mitglied der Landschaftsversammlung des Landschaftsverbands Rheinland. 1958 wurde er ehrenamtlicher Verwaltungsrichter am Oberverwaltungsgericht Münster. 1961 übernahm Müller den Kreisvorsitz der FDP. Von 1964 bis zur kommunalen Neugliederung des Raums Bonn am 1. August 1969 war Müller stellvertretender Landrat des Siegkreises und wirkte in dieser Zeit auch als sachlicher Berater der Stadt Siegburg bezüglich der kommunalen Neugliederung. Zudem engagierte er sich im Deutschen Beamtenbund, innerhalb dessen er den Bund der Ruhestandsbeamten und Hinterbliebenen gründete und viele Jahre als Landesvorsitzender anführte. Im Alter von 85 Jahren schenkte Müller der Stadt Siegburg seine Bibliothek. Ein anlässlich seines 90. Geburtstags geplanter Empfang durch die Stadt, zu dem ihn der seinerzeitige Bürgermeister Rolf Krieger eingeladen hatte, fand aufgrund der Veröffentlichung der NS-Vergangenheit Müllers und dessen nachfolgender Absage nicht statt.

## Ehrungen
- 29. Mai 1974: Bundesverdienstkreuz am Bande[2][6]
- 1982: Silberner Ehrenschild der Stadt Siegburg[2]